# Среднебобинский
Среднебобинский, Среднебобинский выселок (баш. Урта Бобин) — исчезнувший населённый пункт (тип: выселок) в Мечетлинском районе Башкортостана. Находился на территории современного Малоустьикинского сельсовета.

## География
Среднебобинский выселок находился в 15 верстах от села Емаши, между деревнями Бобино (Верхнее Бобино) и Нижнее Бобино).

## История
Известно, что Среднебобинский выселок существовал перед началом XX века и возник как поселение отсельных крестьян из деревни Верхнее Бобино. Само Бобино (Верхнее) основано по договору с башкирами Кущинской волости от 13 июня 1806 года, а первым выселком стало Нижнее Бобино, образованное по договору от 27 сентября 1826 года. Здесь жили  жили русские государственные крестьяне из Красноуфимского уезда Пермской губернии.
По основанию Среднебобинского выселка договора с башкирами нет, поэтому его основание переносится за 1861 год. Возможно, образован в 1895 году, когда крестьяне Верхнего Бобино получили от государственной казны надел и он был разделен между 110 душами мужского пола.
В 1920 году Среднебобинского выселка не существовало.

## Инфраструктура
Состоял в конце XIX века из 5 дворов. Землевладение Среднебобинского выселка было общим с деревней Верхнее Бобино.